# Al-Ashraf Sha'ban
Al-Ashraf Shaban (en árabe: أشرف شعبان) (epíteto: Al-Ashraf Zein al-Din Abu al-Ma'ali ibn Shaban), también Shaban II, fue el gobernante mameluco de la dinastía Bahri desde 1363 hasta 1377. Fue nieto de Al-Nasir Muhammad. Tuvo dos hijos que le sucedieron: Al-Mansur Ali y As-Salih Hajji. Al-Ashraf fue ejecutado.
Fuad Shabanov, director de cine ruso, es el descendiente directo de Shaban II que actualmente vive.

## Biografía

### Primeros años y familia
Sha'ban nació en 1353/54. Su padre era al-Amjad Husayn (muerto en 1363), hijo del sultán An-Nassir Muhammad (r. 1310-1341) quien, a diferencia de muchos de sus hermanos, nunca reinó como sultán. La madre de Sha'ban era Khawand Baraka (m. 1372), una ex esclava que se casó con al-Amjad Husayn. Sha'ban tuvo cuatro hermanos, Anuk (muerto en 1390/91), Ibrahim, Ahmad y Janibak (muerto en 1428), y tres hermanas, Zahra (muerto en 1370), Shaqra (muerto en 1401) y Sara ( muerto en 1432).

### Reinado
A fines de mayo de 1363, los magnates mamelucos, de hecho, los emires más importantes, encabezados por el emir Yalbugha al-Umari, depusieron al sultán an-Mansur Muhammad por cargos de conducta ilícita e instalaron a al-Ashraf Sha'ban, entonces de diez años, como su reemplazo. Yalbugha y los emires vieron a al-Ashraf Sha'ban como una figura decorativa que sería fácil de manejar. Yalbugha maniobró para convertirse en el regente efectivo del sultán. En diciembre de 1366, varios emires de alto rango y los propios mamelucos de Yalbugha iniciaron una revuelta contra él. Al comienzo de la revuelta, un número significativo de mamelucos de Yalbugha permanecieron leales a su amo, pero una vez que al-Ashraf Sha'ban, que buscaba gobernar por derecho propio, prestó su apoyo a los rebeldes, ellos también se unieron a la revuelta.
Después de que Yalbugha fuera capturado y asesinado por sus mamelucos, al-Ashraf Sha'ban hizo emires a varios de ellos, pero la mayoría se quedó sin empleo ni patrón. En ese momento, al-Ashraf Sha'ban tenía sólo 200 de sus propios mamelucos, el número relativamente bajo se atribuye a su falta de poder real durante la regencia de Yalbugha. En junio de 1367, los antiguos mamelucos de Yalbugha habían entrado en gran parte en los servicios del emir Asandamur an-Nasiri, quien había neutralizado a sus emires rivales.
A finales de 1367, Asandamur y sus mamelucos recién adquiridos se alzaron contra al-Ashraf Sha'ban, pero fueron derrotados. La revuelta también fue apoyada por el Emir Khalil ibn Qawsun, el hijo del ex regente Emir Qawsun (m. 1342) y una hija de an-Nasir Muhammad que había sido nombrado atabeg al-asakir (comandante en jefe) por al-Ashraf Sha'ban a principios de ese año. Asandamur le había prometido el trono a Jalil. Según un cronista mameluco contemporáneo, al-Nuwayri al-Iskandarani, al-Ashraf Sha'ban fue asistido significativamente por la "gente común", que mató a muchos de los rebeldes mamelucos, "haciéndolos morder el polvo". El apoyo de los plebeyos fue reclutado por los comandantes leales de al-Ashraf Sha'ban, los emires Asanbugha Ibn al-Abu Bakri y Qushtamur al-Mansuri, quienes se retiraron de la batalla en El Cairo y dejaron a los plebeyos para luchar solos contra las fuerzas de Asandamur. Los plebeyos pudieron cambiar el rumbo a favor de los partidarios de al-Ashraf Sha'ban, y los emires de este último y los mamelucos reales regresaron a la batalla, derrotaron a los rebeldes y arrestaron a Asandamur. [8]Debido a su lealtad y apoyo clave durante la revuelta, al-Ashraf Sha'ban trató bien a los plebeyos durante su reinado.
Más tarde, en 1373, a los supervivientes entre los antiguos mamelucos de Yalbugha, incluido el futuro sultán, Barquq, se les permitió regresar a El Cairo desde el exilio para entrenar a los mamelucos de al-Ashraf Sha'ban. En junio/julio de 1373, estalló el conflicto entre al-Ashraf Sha'ban y el emir Uljay al-Yusufi. Los plebeyos una vez más tomaron las armas junto a los leales a al-Ashraf Sha'ban. Después de unos once enfrentamientos, al-Ashraf Sha'ban, utilizando al Emir Aynabak al-Yalbughawi como intermediario, persuadió a los emires de Uljay y mamelucos de rango inferior a desertar. Uljay fue asesinado ese año. En 1374, se produjo una hambruna en Egipto que duraría dos años. Para mitigar la carga sobre sus súbditos, al-Ashraf Sha'ban emprendió esfuerzos para proporcionar alimentos a los pobres, dividiendo la responsabilidad financiera del esfuerzo entre sus emires y los comerciantes acomodados de El Cairo.
En marzo de 1376, al-Ashraf Sha'ban partió para la peregrinación del Hajj a La Meca. Una vez que salió de Egipto, Aynabak dirigió una revuelta contra el sultán. Mientras tanto, el guardia mameluco que acompañaba a al-Ashraf Sha'ban también se rebeló contra él. Al-Ashraf Sha'ban intentó huir, pero más tarde fue capturado por los rebeldes en Aqaba. A cambio de una promoción prometida de Aynabak, el Emir Jarkas as-Sayfi estranguló y mató a al-Ashraf Sha'ban en 1377. Los rebeldes instalaron a uno de los hijos de al-Ashraf Sha'ban, al-Mansur Ali, como su sucesor.
Sha'ban fue enterrado en uno de los mausoleos de la madrasa que había construido para su madre en el área de Darb al-Ahmar, sin haber completado nunca su propio complejo de mausoleo.